# Mistrovství světa v orientačním běhu 2003
20. Mistrovství světa v orientačním běhu proběhlo ve Švýcarsku s centrem ve městě Rapperswil a termínu 3. až 9. srpna 2003. V mužích startovalo ve finálových závodech 149 (51 sprint + 51 middle + 47 long) závodníků a v ženách 142 (45 sprint + 50 middle + 47 long) závodnic. Ve štafetách 35 mužských tříčlenných a 27 ženských tříčlenných štafet. Běželo se na mapách s názvy Rapperswil, Trin/Digg, Eschenberg/Rossberg a Pfannenstiel. Českou republiku reprezentovali: Petr Losman, Michal Smola, Michal Horáček, Rudolf Ropek, Vladimír Lučan, Michal Jedlička, Zuzana Stehnová, Iva Navrátilová, Martina Dočkalová, Marta Štěrbová, Dana Brožková a Bohdana Térová).

## Program závodů
| Den      | Závod                | Centrum závodu |
| -------- | -------------------- | -------------- |
| 4. srpna | Kvalifikace - Long   | Unterägeri     |
| 5. srpna | Kvalifikace - Sprint | Rapperswil     |
| 5. srpna | Finále - Sprint      | Rapperswil     |
| 6. srpna | Finále - Long        | Winterthur     |
| 8. srpna | Kvalifikace - Middle | Trin           |
| 8. srpna | Finále - Middle      | Trin           |
| 9. srpna | Štafety              | Forch          |

## Výsledky – sprint
| Muži                                                                           | Muži                                                                           | Muži                                                                           | Muži                                                                           | Muži                                                                           | Ženy                                                                           | Ženy                                                                           | Ženy                                                                           | Ženy                                                                           | Ženy                                                                           |
| ------------------------------------------------------------------------------ | ------------------------------------------------------------------------------ | ------------------------------------------------------------------------------ | ------------------------------------------------------------------------------ | ------------------------------------------------------------------------------ | ------------------------------------------------------------------------------ | ------------------------------------------------------------------------------ | ------------------------------------------------------------------------------ | ------------------------------------------------------------------------------ | ------------------------------------------------------------------------------ |
| - Traťové parametry: 2,8 km, 18 kontrol, ?m převýšení. - Mapa: ? 1:4 000 E 2 m | - Traťové parametry: 2,8 km, 18 kontrol, ?m převýšení. - Mapa: ? 1:4 000 E 2 m | - Traťové parametry: 2,8 km, 18 kontrol, ?m převýšení. - Mapa: ? 1:4 000 E 2 m | - Traťové parametry: 2,8 km, 18 kontrol, ?m převýšení. - Mapa: ? 1:4 000 E 2 m | - Traťové parametry: 2,8 km, 18 kontrol, ?m převýšení. - Mapa: ? 1:4 000 E 2 m | - Traťové parametry: 2,6 km, 17 kontrol, ?m převýšení. - Mapa: ? 1:4 000 E 2 m | - Traťové parametry: 2,6 km, 17 kontrol, ?m převýšení. - Mapa: ? 1:4 000 E 2 m | - Traťové parametry: 2,6 km, 17 kontrol, ?m převýšení. - Mapa: ? 1:4 000 E 2 m | - Traťové parametry: 2,6 km, 17 kontrol, ?m převýšení. - Mapa: ? 1:4 000 E 2 m | - Traťové parametry: 2,6 km, 17 kontrol, ?m převýšení. - Mapa: ? 1:4 000 E 2 m |
| Umístění                                                                       | Země                                                                           | Jméno                                                                          | Čas                                                                            | Ztráta                                                                         | Umístění                                                                       | Země                                                                           | Jméno                                                                          | Čas                                                                            | Ztráta                                                                         |
|                                                                                | Spojené království                                                             | Jamie Stevenson                                                                | 0:12:44                                                                        |                                                                                |                                                                                | Švýcarsko                                                                      | Simone Niggli-Luderová                                                         | 0:13:21                                                                        |                                                                                |
|                                                                                | Česko                                                                          | Rudolf Ropek                                                                   | 0:13:03                                                                        | + 0:00:19                                                                      |                                                                                | Švýcarsko                                                                      | Marie-Luce Romanensová                                                         | 0:13:31                                                                        | + 0:00:10                                                                      |
|                                                                                | Francie                                                                        | Thierry Gueorgiou                                                              | 0:13:04                                                                        | + 0:00:21                                                                      |                                                                                | Švédsko                                                                        | Jenny Johanssonová                                                             | 0:13:40                                                                        | + 0:00:19                                                                      |
| 7.                                                                             | Česko                                                                          | Petr Losman                                                                    | 0:13:22                                                                        | + 0:00:39                                                                      | 26.                                                                            | Česko                                                                          | Iva Navrátilová                                                                | 0:16:34                                                                        | + 0:03:12                                                                      |
|                                                                                |                                                                                |                                                                                |                                                                                |                                                                                | DSQ.                                                                           | Česko                                                                          | Martina Dočkalová                                                              | DSQ                                                                            |                                                                                |

## Výsledky – krátká trať (Middle)
| Muži                                                                            | Muži                                                                            | Muži                                                                            | Muži                                                                            | Muži                                                                            | Ženy                                                                            | Ženy                                                                            | Ženy                                                                            | Ženy                                                                            | Ženy                                                                            |
| ------------------------------------------------------------------------------- | ------------------------------------------------------------------------------- | ------------------------------------------------------------------------------- | ------------------------------------------------------------------------------- | ------------------------------------------------------------------------------- | ------------------------------------------------------------------------------- | ------------------------------------------------------------------------------- | ------------------------------------------------------------------------------- | ------------------------------------------------------------------------------- | ------------------------------------------------------------------------------- |
| - Traťové parametry: 5,0 km, 21 kontrol, ?m převýšení. - Mapa: ? 1:10 000 E 5 m | - Traťové parametry: 5,0 km, 21 kontrol, ?m převýšení. - Mapa: ? 1:10 000 E 5 m | - Traťové parametry: 5,0 km, 21 kontrol, ?m převýšení. - Mapa: ? 1:10 000 E 5 m | - Traťové parametry: 5,0 km, 21 kontrol, ?m převýšení. - Mapa: ? 1:10 000 E 5 m | - Traťové parametry: 5,0 km, 21 kontrol, ?m převýšení. - Mapa: ? 1:10 000 E 5 m | - Traťové parametry: 4,5 km, 18 kontrol, ?m převýšení. - Mapa: ? 1:10 000 E 5 m | - Traťové parametry: 4,5 km, 18 kontrol, ?m převýšení. - Mapa: ? 1:10 000 E 5 m | - Traťové parametry: 4,5 km, 18 kontrol, ?m převýšení. - Mapa: ? 1:10 000 E 5 m | - Traťové parametry: 4,5 km, 18 kontrol, ?m převýšení. - Mapa: ? 1:10 000 E 5 m | - Traťové parametry: 4,5 km, 18 kontrol, ?m převýšení. - Mapa: ? 1:10 000 E 5 m |
| Umístění                                                                        | Země                                                                            | Jméno                                                                           | Čas                                                                             | Ztráta                                                                          | Umístění                                                                        | Země                                                                            | Jméno                                                                           | Čas                                                                             | Ztráta                                                                          |
|                                                                                 | Francie                                                                         | Thierry Gueorgiou                                                               | 0:30:08                                                                         |                                                                                 |                                                                                 | Švýcarsko                                                                       | Simone Niggli-Luderová                                                          | 0:32:40                                                                         |                                                                                 |
|                                                                                 | Norsko                                                                          | Bjørnar Valstad                                                                 | 0:32:45                                                                         | + 0:02:37                                                                       |                                                                                 | Norsko                                                                          | Hanne Staffová                                                                  | 0:32:57                                                                         | + 0:00:17                                                                       |
|                                                                                 | Norsko                                                                          | Øystein Kristiansen                                                             | 0:33:08                                                                         | + 0:03:00                                                                       |                                                                                 | Finsko                                                                          | Heli Jukkolaová                                                                 | 0:33:32                                                                         | + 0:00:52                                                                       |
| 18.                                                                             | Česko                                                                           | Michal Horáček                                                                  | 0:35:00                                                                         | + 0:04:52                                                                       | 24.                                                                             | Česko                                                                           | Iva Navrátilová                                                                 | 0:41:12                                                                         | + 0:08:32                                                                       |
| 31.                                                                             | Česko                                                                           | Michal Jedlička                                                                 | 0:36:58                                                                         | + 0:06:50                                                                       | 40.                                                                             | Česko                                                                           | Bohdana Térová                                                                  | 0:45:10                                                                         | + 0:12:30                                                                       |
|                                                                                 |                                                                                 |                                                                                 |                                                                                 |                                                                                 | 44.                                                                             | Česko                                                                           | Zuzana Stehnová                                                                 | 0:46:18                                                                         | + 0:13:38                                                                       |

## Výsledky – klasická trať (Long)
| Muži                                                                             | Muži                                                                             | Muži                                                                             | Muži                                                                             | Muži                                                                             | Ženy                                                                             | Ženy                                                                             | Ženy                                                                             | Ženy                                                                             | Ženy                                                                             |
| -------------------------------------------------------------------------------- | -------------------------------------------------------------------------------- | -------------------------------------------------------------------------------- | -------------------------------------------------------------------------------- | -------------------------------------------------------------------------------- | -------------------------------------------------------------------------------- | -------------------------------------------------------------------------------- | -------------------------------------------------------------------------------- | -------------------------------------------------------------------------------- | -------------------------------------------------------------------------------- |
| - Traťové parametry: 16,7 km, 34 kontrol, ?m převýšení. - Mapa: ? 1:15 000 E 5 m | - Traťové parametry: 16,7 km, 34 kontrol, ?m převýšení. - Mapa: ? 1:15 000 E 5 m | - Traťové parametry: 16,7 km, 34 kontrol, ?m převýšení. - Mapa: ? 1:15 000 E 5 m | - Traťové parametry: 16,7 km, 34 kontrol, ?m převýšení. - Mapa: ? 1:15 000 E 5 m | - Traťové parametry: 16,7 km, 34 kontrol, ?m převýšení. - Mapa: ? 1:15 000 E 5 m | - Traťové parametry: 11,8 km, 19 kontrol, ?m převýšení. - Mapa: ? 1:15 000 E 5 m | - Traťové parametry: 11,8 km, 19 kontrol, ?m převýšení. - Mapa: ? 1:15 000 E 5 m | - Traťové parametry: 11,8 km, 19 kontrol, ?m převýšení. - Mapa: ? 1:15 000 E 5 m | - Traťové parametry: 11,8 km, 19 kontrol, ?m převýšení. - Mapa: ? 1:15 000 E 5 m | - Traťové parametry: 11,8 km, 19 kontrol, ?m převýšení. - Mapa: ? 1:15 000 E 5 m |
| Umístění                                                                         | Země                                                                             | Jméno                                                                            | Čas                                                                              | Ztráta                                                                           | Umístění                                                                         | Země                                                                             | Jméno                                                                            | Čas                                                                              | Ztráta                                                                           |
|                                                                                  | Švýcarsko                                                                        | Thomas Bührer                                                                    | 1:48:20                                                                          |                                                                                  |                                                                                  | Švýcarsko                                                                        | Simone Niggli-Luderová                                                           | 1:26:14                                                                          |                                                                                  |
|                                                                                  | Ukrajina                                                                         | Yuriy Omelchenko                                                                 | 1:50:35                                                                          | + 0:02:15                                                                        |                                                                                  | Švédsko                                                                          | Karolina Arewång-Höjsgaardová                                                    | 1:29:19                                                                          | + 0:03:05                                                                        |
|                                                                                  | Švédsko                                                                          | Emil Wingstedt                                                                   | 1:51:08                                                                          | + 0:02:48                                                                        |                                                                                  | Švýcarsko                                                                        | Brigitte Wolfová                                                                 | 1:32:52                                                                          | + 0:06:38                                                                        |
| 9.                                                                               | Česko                                                                            | Michal Jedlička                                                                  | 1:52:49                                                                          | + 0:04:29                                                                        | 11.                                                                              | Česko                                                                            | Dana Brožková                                                                    | 1:36:50                                                                          | + 0:10:36                                                                        |
| 23.                                                                              | Česko                                                                            | Vladimír Lučan                                                                   | 2:00:51                                                                          | + 0:12:31                                                                        | 16.                                                                              | Česko                                                                            | Marta Štěrbová                                                                   | 1:40:21                                                                          | + 0:14:07                                                                        |
| 28.                                                                              | Česko                                                                            | Michal Smola                                                                     | 2:04:35                                                                          | + 0:16:15                                                                        | 40.                                                                              | Česko                                                                            | Zuzana Stehnová                                                                  | 1:52:03                                                                          | + 0:25:49                                                                        |

## Výsledky štafetového závodu
| Muži                                                                  | Muži                                                                  | Muži                                                                  | Muži                                                                  | Muži                                                                  | Ženy                                                                  | Ženy                                                                  | Ženy                                                                  | Ženy                                                                  | Ženy                                                                  |
| --------------------------------------------------------------------- | --------------------------------------------------------------------- | --------------------------------------------------------------------- | --------------------------------------------------------------------- | --------------------------------------------------------------------- | --------------------------------------------------------------------- | --------------------------------------------------------------------- | --------------------------------------------------------------------- | --------------------------------------------------------------------- | --------------------------------------------------------------------- |
| - Parametry : ? km, ? kontrol, ? m převýšení - Mapa: ? 1:10 000 E 5 m | - Parametry : ? km, ? kontrol, ? m převýšení - Mapa: ? 1:10 000 E 5 m | - Parametry : ? km, ? kontrol, ? m převýšení - Mapa: ? 1:10 000 E 5 m | - Parametry : ? km, ? kontrol, ? m převýšení - Mapa: ? 1:10 000 E 5 m | - Parametry : ? km, ? kontrol, ? m převýšení - Mapa: ? 1:10 000 E 5 m | - Parametry : ? km, ? kontrol, ? m převýšení - Mapa: ? 1:10 000 E 5 m | - Parametry : ? km, ? kontrol, ? m převýšení - Mapa: ? 1:10 000 E 5 m | - Parametry : ? km, ? kontrol, ? m převýšení - Mapa: ? 1:10 000 E 5 m | - Parametry : ? km, ? kontrol, ? m převýšení - Mapa: ? 1:10 000 E 5 m | - Parametry : ? km, ? kontrol, ? m převýšení - Mapa: ? 1:10 000 E 5 m |
| Umístění                                                              | Země                                                                  | Jméno                                                                 | Čas                                                                   | Ztráta                                                                | Umístění                                                              | Země                                                                  | Jméno                                                                 | Čas                                                                   | Ztráta                                                                |
|                                                                       | Švédsko                                                               | Emil Wingstedt Mattias Vagnis Karlsson Niclas Jonasson                | 1:58:42                                                               |                                                                       |                                                                       | Švýcarsko                                                             | Brigitte Wolfová Simone Niggliová Vroni König-Salmiová                | 1:57:40                                                               |                                                                       |
|                                                                       | Finsko                                                                | Jani Lakanen Jarkko Huovila Mats Haldin                               | 1:59:27                                                               | + 0:00:45                                                             |                                                                       | Švédsko                                                               | Gunilla Svärdová Jenny Johanssonová Karolina Arewång-Höjsgaardová     | 1:59:46                                                               | + 0:02:06                                                             |
|                                                                       | Spojené království                                                    | Dan Marston Jamie Stevenson Jon Duncan                                | 2:01:04                                                               | + 0:02:22                                                             |                                                                       | Norsko                                                                | Birgitte Husebyeová Elisabeth Ingvaldsenová Hanne Staffová            | 2:05:18                                                               | + 0:07:38                                                             |
| 15.                                                                   | Česko                                                                 | Michal Horáček Petr Losman Rudolf Ropek                               | 2:07:47                                                               | + 0:09:05                                                             | 5.                                                                    | Česko                                                                 | Dana Brožková Marta Štěrbová Martina Dočkalová                        | 2:09:15                                                               | + 0:11:35                                                             |

## Medailová klasifikace podle zemí
| Medailová klasifikace podle zemí | Medailová klasifikace podle zemí | Medailová klasifikace podle zemí | Medailová klasifikace podle zemí | Medailová klasifikace podle zemí | Medailová klasifikace podle zemí |
| Umístění                         | Země                             | Zlato                            | Stříbro                          | Bronz                            | Součet                           |
| -------------------------------- | -------------------------------- | -------------------------------- | -------------------------------- | -------------------------------- | -------------------------------- |
|                                  | Švýcarsko                        | 5                                | 1                                | 1                                | 7                                |
|                                  | Švédsko                          | 1                                | 2                                | 2                                | 5                                |
|                                  | Francie                          | 1                                | -                                | 1                                | 2                                |
|                                  | Velká Británie                   | 1                                | -                                | 1                                | 3                                |
| 5.                               | Norsko                           | -                                | 2                                | 2                                | 4                                |
| 6.                               | Finsko                           | -                                | 1                                | 1                                | 2                                |
| 7.                               | Česko                            | -                                | 1                                | -                                | 1                                |
| 7.                               | Ukrajina                         | -                                | 1                                | -                                | 1                                |